# 부호 측도
측도론에서 부호 측도(符號測度, 영어: signed measure)는 측도를 음의 값을 취할 수 있도록 일반화한 개념이다.

## 정의
가측 공간 {\displaystyle (X,\Sigma )} 위의 부호 측도는 다음 조건들을 만족시키는 함수 {\displaystyle \mu \colon \Sigma \to {\bar {\mathbb {R} }}}이다.
- (가산 가법성) 임의의 가산 개의 서로소 집합들의 족 {\displaystyle {\mathcal {A}}\subset \Sigma } ({\displaystyle |{\mathcal {A}}|\leq \aleph _{0}})에 대하여, {\displaystyle \textstyle \mu \left(\bigcup {\mathcal {A}}\right)=\sum _{A\in {\mathcal {A}}}\mu (A)}
  - 특히, 이는 {\displaystyle \mu (\varnothing )=0}을 함의한다.
  - 특히, 부호 측도는 양과 음의 무한대 값을 동시에 가질 수 없다.

증명:
가산 가법성에서 {\displaystyle {\mathcal {A}}=\varnothing }을 취하면 {\displaystyle \mu (\varnothing )=0}을 얻는다.
만약
{\displaystyle \mu (A)=\infty }
{\displaystyle \mu (B)=-\infty }
인 두 가측 집합 {\displaystyle A,B\in \Sigma }가 존재한다면,
{\displaystyle \infty =\mu (A)+\mu (B\setminus A)=\mu (A\cup B)=\mu (B)+\mu (A\setminus B)=-\infty }
이며, 이는 모순이다.

## 성질

### 한 분해와 조르당 분해
가측 공간 {\displaystyle (X,\Sigma )} 위의 부호 측도 {\displaystyle \mu }에 대하여, 다음 조건을 만족시키는 {\displaystyle X}의 두 가측 집합 {\displaystyle X^{+},X^{-}\in \Sigma }가 존재하며, 이를 {\displaystyle \mu }의 한 분해(-分解, 영어: Hahn decomposition)라고 한다.
{\displaystyle X^{+}\cap X^{-}=\varnothing }
{\displaystyle X=X^{+}\cup X^{-}}
{\displaystyle \mu (A\cap X^{-})\leq 0\leq \mu (A\cap X^{+})\qquad \forall A\in \Sigma }
한 분해는 일반적으로 유일하지 않지만, {\displaystyle \mu }의 두 한 분해 {\displaystyle (X_{1}^{+},X_{1}^{-})}, {\displaystyle (X_{2}^{+},X_{2}^{-})}에 대하여, 항상 다음이 성립한다.
{\displaystyle \mu (A\cap (X_{1}^{+}\bigtriangleup X_{2}^{+}))=\mu (A\cap (X_{1}^{-}\bigtriangleup X_{2}^{-}))=0\qquad \forall A\in \Sigma }
여기서 {\displaystyle \bigtriangleup }은 대칭차이다.
가측 공간 {\displaystyle (X,\Sigma )} 위의 부호 측도 {\displaystyle \mu }에 대하여, 다음 조건을 만족시키는, {\displaystyle (X,\Sigma )} 위의 특이 측도 {\displaystyle \mu ^{+}}, {\displaystyle \mu ^{-}}가 유일하게 존재하며, 이를 {\displaystyle \mu }의 조르당 분해(-分解, 영어: Jordan decomposition)라고 한다.
{\displaystyle \mu =\mu ^{+}-\mu ^{-}}
만약 특이 조건을 없앨 경우 이러한 분해는 유일하지 않다. 조르당 분해는 두 측도의 차로의 분해 가운데 ‘최소’이다. 즉, {\displaystyle \mu =\nu -\lambda }를 만족시키는 두 측도 {\displaystyle \nu }, {\displaystyle \lambda }에 대하여, 항상
{\displaystyle \mu ^{+}\leq \nu }
{\displaystyle \mu ^{-}\leq \lambda }
이다.
조르당 분해는 구체적으로 다음과 같다.
{\displaystyle \mu ^{+}(A)=\mu (A\cap X^{+})=\sup _{\scriptstyle B\in \Sigma  \atop \scriptstyle B\subseteq A}\mu (B)}
{\displaystyle \mu ^{-}(A)=\mu (A\cap X^{-})=\sup _{\scriptstyle B\in \Sigma  \atop \scriptstyle B\subseteq A}(-\mu (B))\qquad \forall A\in \Sigma }

### 전변동
가측 공간 {\displaystyle (X,\Sigma )} 속의 가측 집합 {\displaystyle A\in \Sigma }에 대하여, {\displaystyle \operatorname {Part} (A)}가 {\displaystyle A}의 가산 가측 분할들의 집합이라고 하자.
가측 공간 {\displaystyle (X,\Sigma )} 위의 부호 측도 {\displaystyle \mu }의 전변동 측도(全變動測度, 영어: total variation measure) {\displaystyle |\mu |}는 다음과 같다.
{\displaystyle |\mu |(A)=\mu ^{+}(A)+\mu ^{-}(A)=\sup _{{\mathcal {P}}\in \operatorname {Part} (A)}\sum _{P\in {\mathcal {P}}}|\mu (P)|\qquad \forall A\in \Sigma }
가측 공간 {\displaystyle (X,\Sigma )} 위의 부호 측도 {\displaystyle \mu }의 전변동 노름(全變動-, 영어: total variation norm)은 다음과 같다.
{\displaystyle \|\mu \|=|\mu |(X)}

### 시그마 유한 부호 측도와 유한 부호 측도
시그마 유한 부호 측도(-有限符號測度, 영어: sigma-finite signed measure)는 전변동 측도가 시그마 유한 측도인 부호 측도이다. 유한 부호 측도(有限符號測度, 영어: finite signed measure)는 전변동 측도가 유한 측도인 부호 측도이다. 즉, 전변동 노름이 유한한 부호 측도이다.
측도와 마찬가지로, 주어진 시그마 유한 측도에 대한 모든 절대 연속 부호 측도는 라돈-니코딤 도함수를 갖는다. 특히, 모든 시그마 유한 부호 측도는 전변동 측도에 대한 라돈-니코딤 도함수 {\displaystyle \mathrm {d} \mu /\mathrm {d} |\mu |}를 가지며, 이는 {\displaystyle |\mu |}-거의 어디서나 유한하므로 유한한 값의 함수로 취할 수 있다. 유한 부호 측도는 {\displaystyle \mathrm {d} \mu /\mathrm {d} |\mu |}가 적분 가능한 조건과 동치이다. 시그마 유한 부호 측도 {\displaystyle \mu }에 대하여,
{\displaystyle X^{+}=\left\{x\in X\colon {\frac {\mathrm {d} \mu }{\mathrm {d} |\mu |}}\geq 0\right\}}
{\displaystyle X^{-}=\left\{x\in X\colon {\frac {\mathrm {d} \mu }{\mathrm {d} |\mu |}}<0\right\}}
은 {\displaystyle \mu }의 한 분해를 이루며, {\displaystyle \mu }의 조르당 분해는
{\displaystyle \mu ^{+}=\int _{X}\max \left\{{\frac {\mathrm {d} \mu }{\mathrm {d} |\mu |}},0\right\}\mathrm {d} |\mu |}
{\displaystyle \mu ^{+}=\int _{X}\max \left\{-{\frac {\mathrm {d} \mu }{\mathrm {d} |\mu |}},0\right\}\mathrm {d} |\mu |}
이다.
측도와 마찬가지로, 주어진 시그마 유한 부호 측도에 대하여, 모든 시그마 유한 부호 측도는 르베그 분해를 갖는다.
가측 공간 {\displaystyle (X,\Sigma )} 위의 유한 부호 측도의 집합은 자연스럽게 실수 벡터 공간을 이루며, 전변동 노름을 갖췄을 때 실수 바나흐 공간을 이룬다.:124, Proposition 4.2.6
함수 {\displaystyle f\colon [a,b]\to \mathbb {R} }에 대하여, 다음 두 조건이 서로 동치이다.
- 유계 변동 함수이다.
- 어떤 {\displaystyle (\mathbb {R} ,{\mathcal {B}}(\mathbb {R} ))} 위의 유한 부호 측도 {\displaystyle \mu }에 대하여 {\displaystyle f\colon x\mapsto \mu ([a,x])} ({\displaystyle x\in [a,b]}) 꼴로 나타낼 수 있다.

## 같이 보기
- 전변동

## 참고 문헌
1. 1 2  Athreya, Krishna B.; Lahiri, Soumendra N. (2006). 《Measure Theory and Probability Theory》. Springer Texts in Statistics (영어). New York, NY: Springer. doi:10.1007/978-0-387-35434-7. ISBN 978-0-387-32903-1. ISSN 1431-875X. Zbl 1125.60001.